# Society for Individual Rights
A Society for Individual Rights - SIR, de São Francisco, Califórnia, é uma organização norte-americana que defende os direitos LGBT, fundada em setembro de 1964.
Em 1966, a SIR abriu o primeiro centro comunitário dos Estados Unidos para gays e lésbicas e em 1968 possuía mais de mil membros, sendo então a maior organização homófila daquele país.